# Podborze (Jadowniki Mokre)
Podborze – część wsi Jadowniki Mokre w Polsce, położona w województwie małopolskim, w powiecie tarnowskim, w gminie Wietrzychowice.
W latach 1975–1998 Podborze administracyjnie należało do województwa tarnowskiego.